# Stehlovice
Stehlovice település Csehországban, Píseki járásban. Stehlovice Veselíčko, Jetětice, Křenovice, Květov és Branice településekkel határos. Lakosainak száma 88 fő (2024. január 1.).

## Népesség
A település lakosságának változását az alábbi diagram mutatja:
| Lakosok száma | 256  | 239  | 233  | 155  | 129  | 94   | 100  | 98   | 92   | 88   |
|               | 1869 | 1890 | 1921 | 1950 | 1980 | 2001 | 2017 | 2019 | 2022 | 2024 |